# Orlando Quevedo
Orlando Beltran Quevedo OMI (ur. 11 marca 1939 w Laoag) – filipiński duchowny katolicki, arcybiskup Cotabato w latach 1998–2018, kardynał.

## Życiorys
Święcenia kapłańskie otrzymał 5 czerwca 1964.

## Episkopat
23 lipca 1980 został mianowany prałatem terytorialnym Kidapawan. Sakry biskupiej udzielił mu 28 października 1980 ówczesny nuncjusz apostolski na Filipinach – arcybiskup Bruno Torpigliani.
22 marca 1986 został biskupem ordynariuszem archidiecezji Nueva Segovia.
30 maja 1998 papież Jan Paweł II minował go arcybiskupem metropolitą Cotabato.
W latach 1999–2003 był przewodniczącym Konferencji Episkopatu Filipin. W latach 2005–2011 był przewodniczącym Federacji Episkopatów Azji.
Papież Franciszek mianował go kardynałem na konsystorzu w dniu 22 lutego 2014.
6 listopada 2018 przeszedł na emeryturę.